# Adolf Rakowitsch

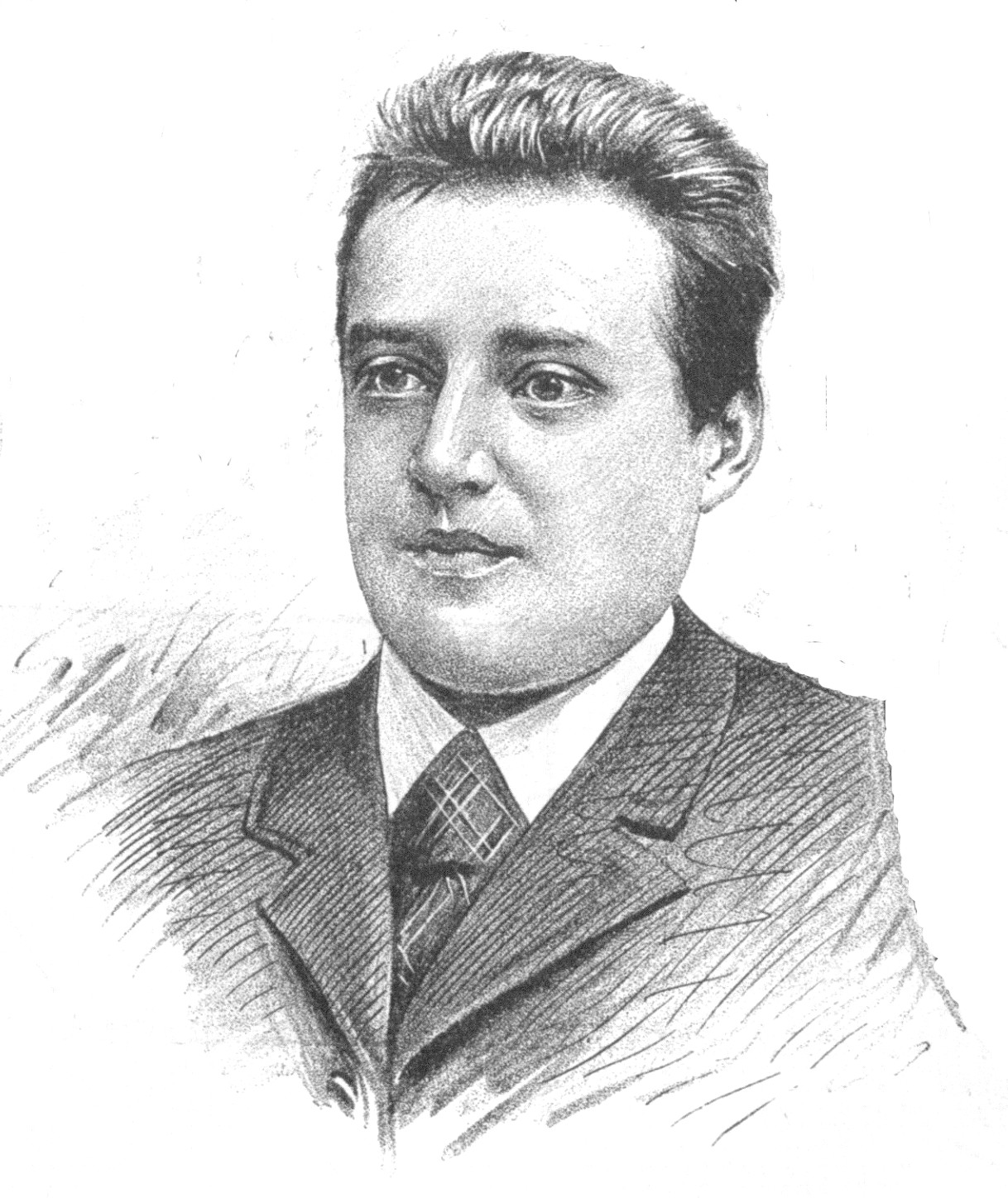
Adolf Rakowitsch im Jahre 1892

Adolf Rakowitsch (* 14. September 1860 in Wien; † 29. Mai 1907 ebenda) war ein österreichischer Kinderdarsteller, Theaterschauspieler und Komiker.

## Leben
Adolf Rakowitsch, Sohn eines österreichischen Staatsbeamten, trat schon in den Kinderkomödien, welche am Theater in der Josefstadt zur Darstellung gelangten, auf. Da er zudem mit dieser Gesellschaft auch auf Gastspielreisen ging, erlaubten es ihm seine Eltern sich vollends dem Schauspielerberuf zu widmen.
Er debütierte 1878 am Ringtheater, kam dann 1879 nach St. Pölten, war von 1880 bis 1881 in Krems und ging dann in seine Heimatstadt zurück.
Dort wirkte er von 1882 bis 1889 erneut am Josefstädter Theater, von 1895 bis 1898 am Carltheater und von 1898 bis 1905 am neugegründeten Kaiser Jubiläumsstadttheater.
Von 1905 bis 1906 war er Mitglied des Danzers Orpheum und 1906 des Colosseums.
Sein Rollenfach war das des Komikers, in dem er die größten Erfolge feierte.